# (14382) Woszczyk
(14382) Woszczyk est un astéroïde de la ceinture principale.

## Description
(14382) Woszczyk est un astéroïde de la ceinture principale. Il fut découvert le 2 mars 1990 à La Silla par Henri Debehogne. Il présente une orbite caractérisée par un demi-grand axe de 2,90 UA, une excentricité de 0,06 et une inclinaison de 1,4° par rapport à l'écliptique.

## Compléments